# Latência
Período de Latência é a diferença de tempo entre o início de um evento e o momento em que os seus efeitos se tornam perceptíveis. Similar à latência, temos o conceito de débito, vindo da engenharia. Embora de certa forma sejam ambos uma medida de velocidade, não são exatamente a mesma coisa. Latência é a sua conclusão, enquanto que débito é o número total de tais atividades durante um determinado espaço de tempo.
Tanto latência como débito têm efeitos dramáticos no desenho de sistemas de telecomunicações e de computação, já que geralmente melhorias num deles repercutem-se negativamente no outro. Para a maioria das operações, como transferência de ficheiros, o débito é a medida mais importante, pois este tipo de operação não será concluído enquanto todos os dados tiverem sido transferidos. Em contrapartida, o sistema de travagem de um automóvel necessita de muito pouca informação (ativo ou inativo), mas esta informação deve ser enviada com o menor atraso possível. É, em grosso modo, a medida que indica o tempo necessário para que a cabeça de leitura e gravação se posicione no setor do disco que deve ser lido ou mesmo gravado.
O termo latência pode também ser usado em Biologia para designar o estado de repouso de um organismo, no qual as manifestações vitais são pouco evidentes relativamente a estados de plena actividade.

## Lag
Lag é uma palavra em inglês que se refere a atrasos que se podem experimentar na comunicação entre computador (internet, por exemplo), podendo aplicar-se a outras situações, como comunicação via satélite ou mesmo em comunicação escrita.
Em computação, lag refere-se ao tempo que um pacote de dados leva a partir de um computador local até ao seu destino e, depois, de volta (ver ping).
O efeito do lag é verificável quando vemos, por exemplo, um jornalista no exterior, ao vivo, leva algum tempo a responder às perguntas que lhe são feitas no estúdio. Pode-se verificar que o tempo de recebimento e resposta não é equivalente e sofre atrasos.
Em MMORPGs, lag é o elevado período de tempo em que o computador do usuário fica atrasado em relação ao servidor principal, devido à baixa taxa de transferência da conexão ou excesso de pessoas no servidor. Mas geralmente o LAG ocorre devido a distância entre o remetente e o destinatário do pacote de dados, já que, quanto maior a distância, maior o tempo o pacote demorará a chegar ao destino. Também deve-se à baixa taxa de transferência da conexão local ou então porque outros computadores dessa rede estão a ocupar bastante conexão tornando esta mais lenta.